# Marsilea fabri
Marsilea fabri là một loài dương xỉ trong họ Marsileaceae. Loài này được Dunal mô tả khoa học đầu tiên năm 1836.
Danh pháp khoa học của loài này chưa được làm sáng tỏ. 